# Joumada al-oula
Le mois de joumada al-oula (en arabe : جُمَادَى ٱلْأُولَى, jumādā al-ʾūlā), « le 1er (mois de) joumada ») est le 5e mois du calendrier musulman. Il est suivi du mois de joumada ath-thania (en arabe : jumādā aṯ-ṯānya, جُمَادَى ٱلثَّانِيَة, « le 2e (mois de) joumada »). Ces deux mois de sècheresse suivent les deux mois de rabiʿa (mois du « printemps ») et sont suivis du mois de ramadan (le mois « brûlant »). Ces dénominations n'ont plus de sens avec l'adoption du calendrier lunaire strict.
L'abréviation Joumada I est parfois aussi utilisée.